# Ковжская волость (Череповецкий уезд)
Ковжская волость — административно-территориальная единица в составе Череповецкого уезда Новгородской губернии.

## Населённые пункты
Согласно "Списку населенных мест Новгородской губернии. Выпуск IX. Череповецкий уезд" в 1912 году число жителей: 4063, из них мужчин – 1922, женщин – 2141.
В состав Ковжской волости входили следующие населенные пункты:
- 1. мест. Аннино (Черная Гряда) (частн. владельц.) – р. Шексна, смежно с мест. Черная Гряда
- 2. дер. Аристово (Аристовского) – р. Шексна
- 3. дер. Березник (Дерягинского) – р. Ковжа
- 4. дер. Большой Двор (Большедворского) – р. Шексна
- 5. мест. Быковское Сельцо (В.С. Левашева) – р. Шексна, смежно с мест. Черная Гряда
- 6. выселок В.Д. Буторина (Буторина) – р. Шексна, смежен с мест. Черная Гряда
- 7. выселок Глыбиной (Глыбиной) – р. Шексна, смежен с мест. Черная Гряда
- 8. дер. Городище (Ковжского) – р. Ковжа
- 9. дер. Демидово (Демидовского) – р. Шексна
- 10. дер. Дерягино (Дерягинского) – р. Ковжа
- 11. дер. Драницы (Дерягинского) – р. Ковжа
- 12. дер. Задняя (Каликинского) – р. Ковжа
- 13. дер. Золотуха (Филяковского) – р. Шексна
- 14. дер. Игначево (Киргодского) – р. Ковжа
- 15. дер. Каликино (Каликинского) – р. Ковжа
- 16. дер. Камешник (Киргодского) – р. Ковжа
- 17. дер. Камешница (Аристовского) – р. Шексна
- 18. дер. Киргоды (Киргодского) – р. Ковжа
- 19. с. Ковжа (Ковжского) – р. Шексна и Ковжа – затоплено
- 20. дер. Ковжская Горка (Демидовского) – р. Ковжа, смежна с с. Ковжей – затоплена
- 21. Ковжский погост (церковн. земля) – р. Шексна и Ковжа
- 22. дер. Коленецкая Горка (Раменского) – р. Шексна – ныне Горка
- 23. пог. Коленец (церковн. земля) – р. Шексна – уцелела церковь
- 24. дер. Криуша (Демидовского) – р. Ковжа
- 25. дер. Кущеба (Демидовского) – р. Ковжа и руч. Черный
- 26. дер. Левинская (Филяковского) – р. Шексна
- 27. дер. Морозово (Демидовского) – р. Шексна
- 28. дер. Ново (Аристовского) – р. Шексна
- 29. дер. Озерная Пустынь (Пустынского) – оз. Боровое
- 30. дер. Пятная (Ковжская) – р. Шексна
- 31. дер. Раменье (Раменского) – р. Шексна
- 32. дер. Степановское (Большедворского) – р. Шексна
- 33. с-цо Степановское (частн. владельцев) – р. Шексна
- 34. дер. Турцево (Филяковского) – р. Шексна
- 35. дер. Филяково (Филяковского) – р. Шексна
- 36. мест. Черная Гряда (частн. владельцев) – р. Шексна, смежно со Шлюзом Императора Николая II – затоплено
- 37. казарма Шлюз Императора Николая II (МПС) – р. Шексна, смежен с мест. Черная Гряда – затоплена